# ISAPI
Internet Server Application Programming Interface (ISAPI) — це API для Internet Information Services, колекції мережних служб Microsoft Windows. 
ISAPI також реалізований в модулі mod_isapi.dll для Apache For Win32, так що серверні вебзастосунки, написані для Microsoft IIS, можуть працювати і з сервером Apache.

## ISAPI-застосунки
ISAPI складається з двох складників: розширень і фільтрів. Це єдині два типи застосунків, що їх можна розробити використовуючи ISAPI. І фільтри, і розширення мусять бути скомпільовані в DLL-файли, які тоді реєструються в IIS, щоб виконуватись на сервері.
ISAPI-застосунок можна написати на будь-якій мові, яка дозволяє експортування стандартних функцій C, наприклад C, С++, Delphi. Наявні кілька бібліотек, що спрямовані на полегшення розробляння ISAPI-застосунків.  MFC містить класи для розробляння ISAPI-застосунків. На додачу, існує технологія ATL Server, яка містить бібліотеку C++ призначену для розробляння застосунків ISAPI.

### Розширення
Розширення ISAPI це справжні застосунки, які біжуть на IIS.  Вони мають доступ до всього функціоналу, що його надає IIS. Розширення ISAPI втілюються як DLL-бібліотеки, які завантажуються в процес контрольований IIS. Клієнти можуть доступатись до розширень ISAPI так само як вони доступаються до статичної HTML-сторінки. Певні файлові розширення або й цілі теки чи сайти можна замапити, щоб їх опрацьовували розширення ISAPI.

### Фільтри
Фільтри ISAPI використовують, щоб змінити чи розвинути функціональність, що її надає IIS. Вони завжди біжуть на IIS-сервері і фільтрують кожен запит допоки не знайдуть той, що мають обробити. Фільтри можна запрограмувати так, щоб вони перевіряли і змінювали як надхідний так і вихідний потік даних. Запрограмовані і сконфігуровані пріоритети визначають порядок у якому фільтри викликають.
Завдання, які зазвичай виконують ISAPI-фільтри:
- Зміна даних запиту (URL-и або заголовки) відправленого клієнтом
- Керування тим, який фізичний файл відповідає якому URL
- Керування іменем користувача і паролем за умови використання анонімної чи базової автентифікації
- Зміна чи аналіз запиту після завершення автентифікації
- Зміна відповіді, що йде назад до клієнта
- Виконання нестандартної обробки відповідей «доступ заборонено»
- Виконання обробки по завершенні запиту
- Виконання обробки по закриттю зв'язку з клієнтом
- Здійснення особливого логування або аналізу трафіку.
- Здійснення нестандартної автентифікації.
- Уживання шифрування і стискання.

## Дивись також
- SAPI